# Änkestöt
Änkestöt betecknar det kortvariga smärttillstånd som uppstår när man slår i armbågen på just det ställe där nervus ulnaris passerar. Smärta och/eller kittlingar uppstår i de delar av armen och handen som nervus ulnaris är ansluten till, för att (den vanligtvis ofrivilliga) stimuleringen tolkas av hjärnan som om den kommit från dessa områden (se lagen om projektion).

## Etymologi
Ordet kommer troligen av änkemansstöt, en sammanblandning av ordspråket Änkemanssorg och armbågsstöt går snart över.